# Rodney Hilton
Rodney Hilton (Middleton, Manchester, 1916 - 2002) va ser un historiador anglès especialitzat en el període de transició entre el feudalisme i el capitalisme.

## Biografia
Es va educar en una família d'unitarians militants del Partit Laborista Independent. Va estudiar a la Manchester Grammar School i al Balliol College, on conegué Christopher Hill i Denis Healey. En el seu doctorat Hilton va estudiar l'economia rural de Leicestershire entre els segles XIII i XV.
Durant la Segona Guerra Mundial es va unir a l'exèrcit britànic i va servir al nord d'Àfrica, Síria, Palestina i Itàlia. Al seu retorn va esdevenir professor de la Universitat de Birmingham. on va romandre durant 36 anys.
El 1950, Hilton amb Hyman Fagan va publicar "La Revolta de 1381". Com va assenyalar Christopher Dyer: " Es va prendre seriosament als camperols medievals, com a persones amb idees, que van poder intervenir en accions 0rganitzades ... Hilton va veure en aquesta rebel·lió, dirigida per John Ball i Wat Tyler, un programa coherent i efectes duradors, els quals havien estat negats per historiadors que eren menys comprensius cap als rebels.
Hilton, membre del Partit Comunista de la Gran Bretanya, es va unir a E.P. Thompson, Christopher Hill, Eric Hobsbawm, A.L. Morton, Raphael Samuel, George Rude, John Saville, Dorothy Thompson, Edmund Dell, Victor Kiernan i Maurice Dobb al Grup d'Historiadors del Partit Comunista. El 1952 els membres del grup van fundar la publicació "Past and Present". Durant els anys següents, la revista va ser pionera en l'estudi de la història de la classe treballadora.
Desil·lusionat pels esdeveniments de la Unió Soviètica i per la invasió d'Hongria, Hilton, igual que molts historiadors marxistes, va deixar el Partit Comunista de Gran Bretanya el 1956.
Entre les obres de Hilton cal esmentar "The English Peasantry in the Later Middle Ages" (1975), "The Transition From Feudalism to Capitalism" (1976), "Bond Man Made Free: Medieval Peasant Movements and the English Rising of 1381" (1977), "Class Conflict and the Crisis of Capitalism" (1985), "English and French Towns in Feudal Society: A Comparative Study" (1995).
Rodney Hilton va morir el 7 de juny del 2002.

## Obres
- The Economic Development of some Leicestershire Estates in the 14th & 15th Centuries (1947)
- Communism and Liberty (1950)
- The English Rising of 1381 (1950) (avec H. Fagan)
- A Medieval Society: the West Midlands at the end of the thirteenth century (1966)
- The Decline of Serfdom in Medieval England (1969)
- Bond Men Made Free: medieval peasant movements and the English rising of 1381 (1973)
- The English Peasantry in the Later Middle Ages (1975)
- Peasants, Knights, and Heretics: studies in medieval English social history (editor) (1976)
- The Transition from Feudalism to Capitalism (1976)
- Class Conflict and the Crisis of Feudalism (1983)
- The Change beyond the Change: a dream of John Ball (1990)
- English and French Towns in Feudal Society: a comparative study (1992)
- Power and Jurisdiction in Medieval England (1992)